# Hilding Linnqvist

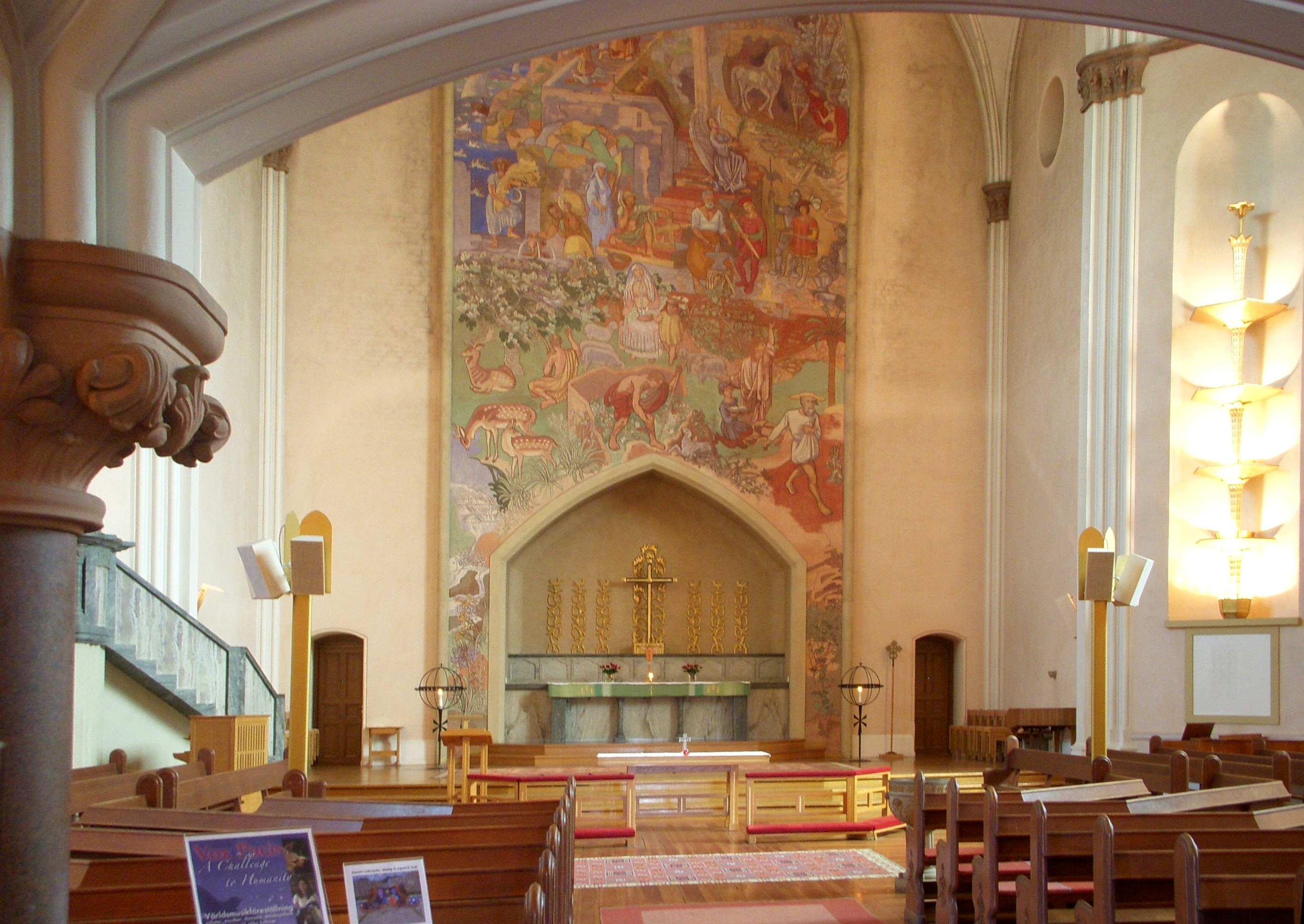
Fresko in der Sofiakirche in Stockholm, 1952

Hilding Gunnar Oskar Linnqvist (* 2. September 1891 in Stockholm; † 1984) war ein schwedischer Maler.
Linnqvist studierte 1910–1912 an der Kunstakademie in Stockholm. Zusammen mit Axel Nilsson und Fritiof Schüldt stellte er sich gegen sowohl die akademischen Normen als auch die Matisse-Schule. Ab 1915 malte er in einem naiven Stil und bis 1920 entstanden charakteristische kleinformatige Gemälde mit lyrisch-verträumten Motiven in satten Farben. In den Jahren 1921–23 reiste er nach England, Frankreich (Chinon) und Italien und malte in einem helleren, sachbezogeneren Stil. Zwei Inspirationsquellen waren der schwedische Maler Pehr Hörberg und der Schriftsteller Carl Jonas Love Almqvist.
Nach 1925 entstanden mehrere öffentlich zugängliche Wandmalereien in Schweden und er reiste mehrmals zum Mittelmeer. 1939–41 war er Professor an der Kunstakademie in Stockholm.